# Messier 60
Messier 60 (również M60 lub NGC 4649) – galaktyka eliptyczna w gwiazdozbiorze Panny. Została odkryta 11 kwietnia 1779 roku przez niemieckiego astronoma Johanna Koehlera, który obserwował przechodzącą w jej pobliżu kometę. Charles Messier niezależnie odkrył ją kilka nocy później i dodał do swojego katalogu z obiektami podobnymi do komet. M60 jest zbliżona rozmiarami do galaktyk spiralnych, jednak jako eliptyczna E2 jest prawie kulista, więc ma dużo większą objętość. Jej masa wynosi prawdopodobnie kilka bilionów mas Słońca. Galaktyka ta należy do Gromady galaktyk w Pannie, centralnej gromady w naszej Lokalnej Supergromadzie Galaktyk.

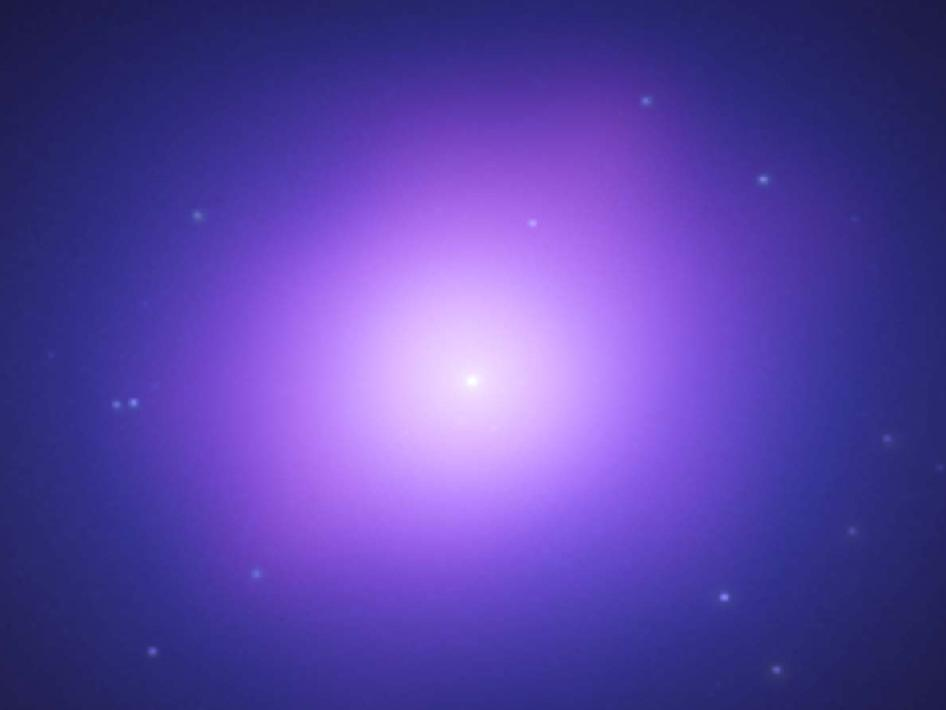
M60 – zdjęcie w zakresie promieniowania X wykonane przez Teleskop kosmiczny Chandra

Odległość M60 od Ziemi szacuje się na około 60 mln lat świetlnych. Średnica całej galaktyki wynosi około 120 tys. lat świetlnych.
Obserwując M60 przez teleskop, można dostrzec słaby obiekt sąsiadujący: galaktykę spiralną z poprzeczką NGC 4647. Galaktyki te razem tworzą parę skatalogowaną jako Arp 116 w Atlasie Osobliwych Galaktyk. Galaktyki te wzajemnie oddziałują ze sobą. Za miliard lat NGC 4647 może zostać całkowicie pochłonięta przez M60.

## Supermasywna czarna dziura
Za pomocą Teleskopu Kosmicznego Hubble’a zmierzono ruch gwiazd w M60, dzięki czemu odkryto supermasywną czarną dziurę, leżącą w sercu galaktyki. Początkowo jej masa była szacowana na 2 mld mas Słońca, natomiast w 2010 roku jej masa została obliczona na 4,5 mld mas Słońca, co czyni ją jedną z największych odkrytych czarnych dziur.

## Supernowa
Do tej pory zarejestrowano jeden przypadek supernowej w M60 – była nią supernowa SN 2004W odkryta w 2004 roku. Przy odkryciu miała jasność 18,8m.